# Небеса (филм)
Небеса су српски филм из 2021. године настао по сценарију и режији Срђана Драгојевића.
Филм је премијерно приказан на фестивалу у Локарну 5. августа 2021. године, док је свечана биоскопска премијера одржана 17. новембра 2021. године. Дистрибутер филма је MegaCom Film.

## Радња
Сценарио за филм Небеса је заснован на прози Марсела Емеа (1902—1967) и комбинује црну комедију са елементима фантастике. 
После пола века комунизма и атеизма, религија се вратила.
Филм је политичка сатира и врши дубоку анализу људске природе, а имамо  приче о утицају чуда на посткомунистичко друштво које су подељене у три хронолошка дела и одвија се током 1993, 2001. и 2026. године.
Радња прати испреплетене судбине шест главних ликова у три различита временска периода. У питању је необична и провокативна комедија о изазовима хришћанства у 21. веку и о томе како права, аутентична чуда послата људима са небеса данас код њих могу да изазову забуну и често, супротан ефекат.
Хероји се поново јављају у различитим причама и у новим, бизарнијим околностима где се њихове судбине преплићу.
У првој причи Стојан, ратни избеглица и бивши официр војске, добија ореол на дар од Бога. Његова супруга Нада тера га на грех, жели да се реши овог поклона и нежељене пажње комшија.
Овом добром човеку је тешко починити и најмањи грех.
Али постепено, од мањих до већих грехова, Стојан први пут у животу почиње да ужива.
Отера своју породицу и постане макро са својим ореолом као гаранцијом чистоте својих девојака.
У другој причи, Гојко, ментално хендикепиран и дубоко религиозан младић, осуђен је на смрт због вишеструких убистава кад покуша да украде мобилни телефон. 
Гојко верује да телефон пружа директну везу до његовог омиљеног идола, Свете Петке.
Неколико тренутака пре погубљења, Господ претвара Гојка у новорођену бебу и васкрсава породицу коју је убио.
Чињеница да се Гојко претворио у невино биће без греха не спречава власти да спроводе земаљске законе.
У трећој причи Папић - добар, али непризнати уметник - улази у хранљив период свог рада.
Његове слике имају невероватне моћи - хране посматрача.
Влада, са Стојаном на челу као првим ореолом председником у историји, национализује уметниково дело, заједно са уметником самим.
Филм описује неконвенционалну перспективу транзиционог периода у посткомунистичкој земљи - третирајући ову еру као турбулентни прелазак из паганског света у хришћанску еру, пре много векова.
Појава чуда је одговор колективне свести на промене које приморају целу заједницу.

## Улоге[3]
| Глумац                    | Улога               |
| ------------------------- | ------------------- |
| Горан Навојец             | Стојан              |
| Ксенија Маринковић        | Нада                |
| Бојан Навојец             | Гојко               |
| Наташа Марковић           | Јулија              |
| Милош Самолов             | Свештеник           |
| Радослав Миленковић       | Смрда               |
| Никола Пејаковић          | Бели Маг            |
| Нела Михаиловић           | Борка               |
| Срђан Тодоровић           | Професор Микроб     |
| Ана Мандић                | Жирафа              |
| Милош Тимотијевић         | Петар               |
| Анђелка Прпић             | Снежана             |
| Милан Јовановић Стронгмен | специјалац          |
| Дејан Аћимовић            | Рајко               |
| Вања Ејдус                | судија              |
| Марко Гверо               | Адем                |
| Горан Јевтић              | адвокат             |
| Урош Јовчић               | асистент у галерији |
| Славен Кнезовић           | затворски чувар     |
| Маја Лукић                | проститутка         |
| Оливера Викторовић        | религиозна госпођа  |
| Момо Пичурић              | старији господин    |
| Мирјана Ђурђевић          | бугарска колгерла   |
| Мирко Влаховић            | шинтер              |
| Небојша Дракула           | Трагедија           |
| Душан Пешић               | затворски чувар     |
| Дениз Абдула              |                     |
| Ратка Радмановић          |                     |
| Сана Костић               |                     |
| Владимир Тица             |                     |
| Љиљана Цинцар Даниловић   |                     |
| Драгољуб Бакић            |                     |
| Немања Милић              |                     |
| Сергеј Илић               |                     |
| Стефан Илић               |                     |
| Новак Јанковић            |                     |
| Давид Бродић              |                     |